# Flask-Gletscher
Der Flask-Gletscher ist ein 40 km langer Gletscher mit moderatem Gefälle an der Oskar-II.-Küste des Grahamlands auf der Antarktischen Halbinsel. Er fließt vom Bruce-Plateau in östlicher Richtung zum Scar Inlet, das er zwischen dem Daggoo Peak und dem Spouter Peak erreicht.
Den unteren Gletscherabschnitt kartierte und fotografierte 1947 der Falkland Islands Dependencies Survey (FIDS). Vollständig fotografisch erfasst wurde er bei der Falkland Islands and Dependencies Aerial Survey Expedition (1955–1956), dem sich eine weitere Kartierung durch den FIDS im Jahr 1957 anschloss. Das UK Antarctic Place-Names Committee benannte den Gletscher 1957 nach dem dritten Decksoffizier Flask auf dem Walfänger Pequod in Herman Melvilles 1851 veröffentlichtem Roman Moby-Dick.